# عبد اللطيف ضيف الله
عبد اللطيف ضيف الله (1 يناير 1930 - 27 مارس 2019) عسكري وسياسي يمني ممن تلقوا تعليمهم خارج اليمن ضمن بعثة الأربعين وبعد عودته لليمن كان أحد أعضاء مجلس تنظيم الضباط الأحرار وأحد قادة ثورة 26 سبتمبر 1962 وهو أول رئيس وزراء الجمهورية العربية اليمنية منذ 26 أبريل حتى 5 أكتوبر 1963, في عهد رئيس الجمهورية العربية اليمنية عبد الله السلال. وقائد حملة فك حصار السبعين يوما 1967 بعد الثورة تقلد الكثير من المناصب منها رئيس وزراء ورئيس اركان الجيش اليمني وعضو المجلس الاستشاري وسفير لليمن في بعض الدول.
| المناصب السياسية      | المناصب السياسية                                        | المناصب السياسية          |
| --------------------- | ------------------------------------------------------- | ------------------------- |
| سبقه عبد الله السلال  | رئيس وزراء الجمهورية العربية اليمنية 1963               | تبعه عبد الرحمن الأرياني  |
| سبقه محسن أحمد العيني | رئيس وزراء الجمهورية العربية اليمنية 1975 (تصريف أعمال) | تبعه عبد العزيز عبد الغني |